# Mamestra carancahua
Mamestra carancahua är en fjärilsart som beskrevs av Blanchard och John G. Franclemont 1982. Mamestra carancahua ingår i släktet Mamestra och familjen nattflyn. Inga underarter finns listade i Catalogue of Life.